# Tudor City

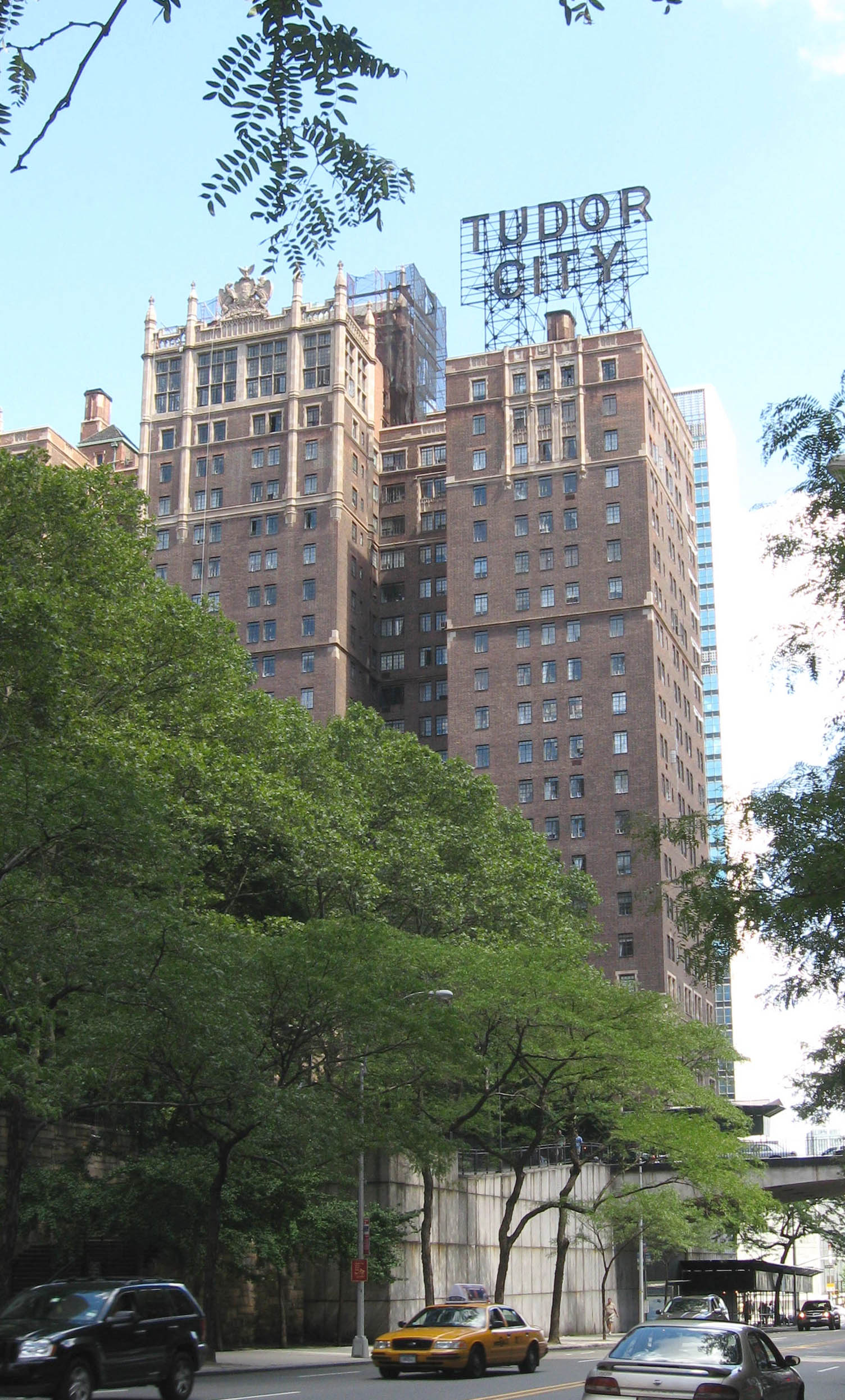
Der Prospect Tower mit dem Schild „Tudor City“

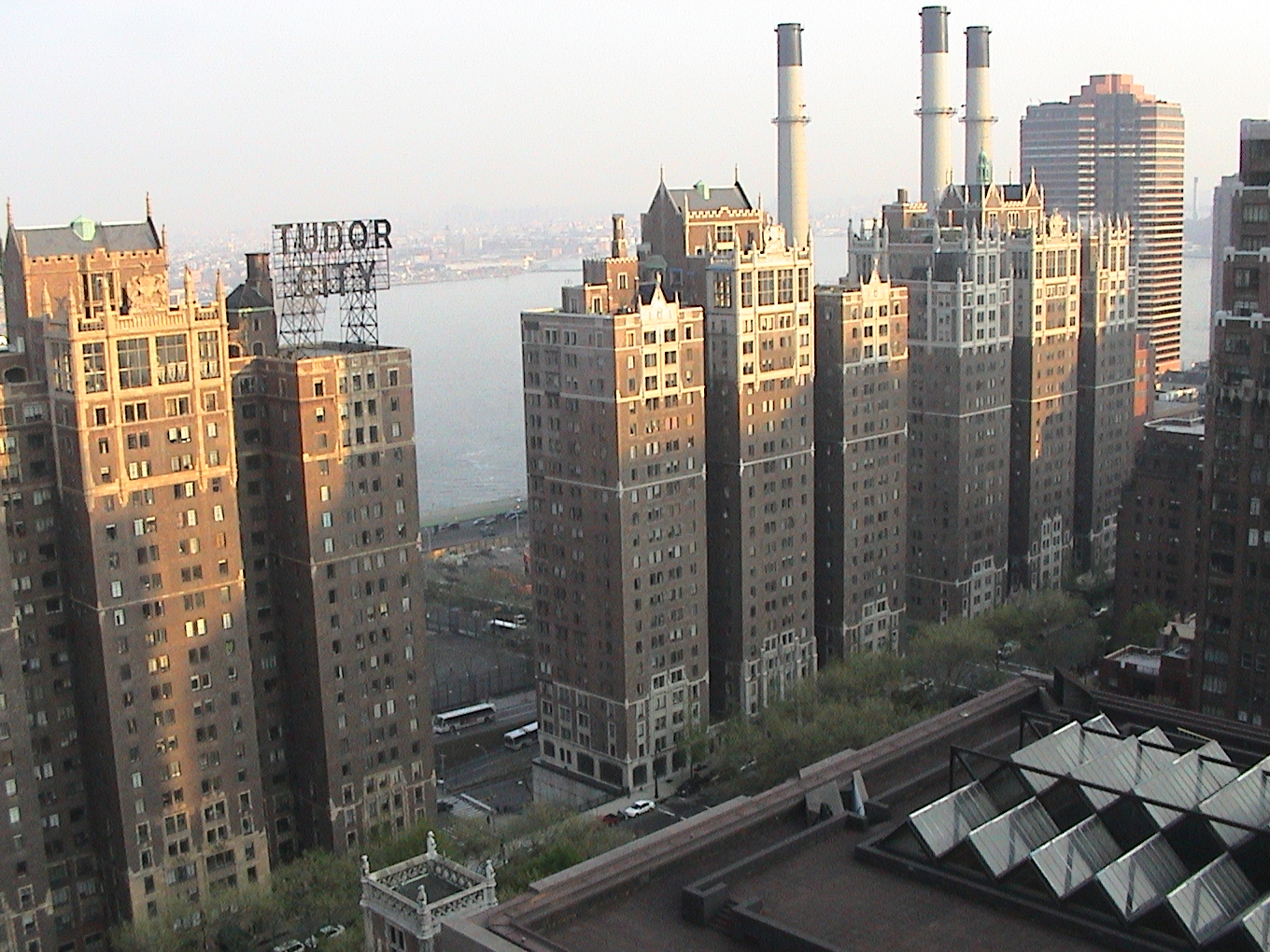
Prospect Tower, Tudor Tower und Windsor Tower (v.l. im April 2012)

Tudor City ist ein Apartment-Komplex an der Ostseite Manhattans in New York City. Zwölf Gebäude beherbergen 3000 Apartments und 600 Hotelzimmer. Am 11. September 1986 wurde der Komplex in das National Register of Historic Places eingetragen. Seit dem 17. Mai 1988 steht Tudor City als Historic District der Stadt New York unter Denkmalschutz.

## Lage
Die Tudor City liegt in direkter Nähe zum East River, zwischen der 40th Street und der 43rd Street sowie zwischen der First Avenue und der Second Avenue. Zum Komplex gehören neben einem Hotel auch Geschäfte sowie drei Parks zwischen den Häusern und ein Spielplatz.
Die Gegend am East River in Nachbarschaft des heutigen Viertels wurde seit dem ausgehenden 19. Jahrhundert von Gangsterbanden wie der Rag Gang (Lumpen-Bande) des Gangsters Paddy Corcoran beherrscht und daher auch das Corcoran-Nest genannt. Zuerst siedelten sich Fabriken, Brauereien und Schlachthöfe an. Man errichtete den Komplex am Rande der damals bebauten Fläche. Die Häuser der betont vornehmen Tudor City wurden „mit dem Rücken“ zum Industriegebiet gebaut, hatten also keine großen Fenster in diese Richtung. Seit 1948 liegen auf dem Areal des ehemaligen Industriegebiets das UNO-Hauptquartier und der UNO-Plaza.

## Geschichte
Die Wohnsiedlung wurde 1925 bis 1928 ausschließlich mit privaten Finanzmitteln von der Fred F. French Company errichtet. Tudor City war ein Versuch zur Erneuerung der urbanen Landschaft, ein Gegenbild zu den isolierten und immer höher wachsenden Wolkenkratzern. Sie ist die erste für die Verwendung als Wohnraum geplante Hochhausstadt weltweit. Geplant wurde eine kleine Stadt mit Park, ein Stück altes England mitten in Manhattan, mit dem Konzept, dort zu leben und zur Arbeit zu laufen (Live in Tudor City and walk to business.).

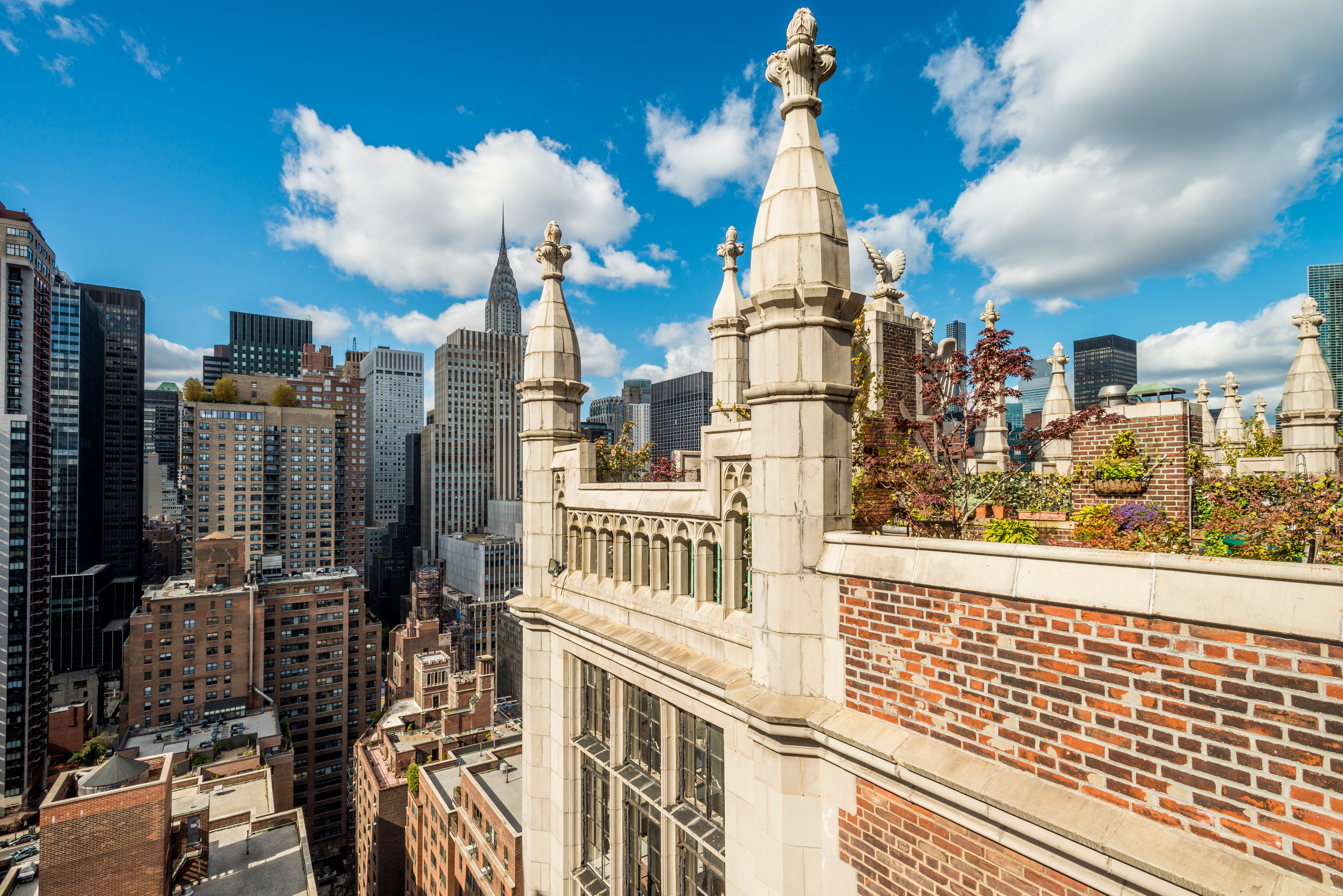
Penthouse und Dachgarten auf dem Windsor Tower

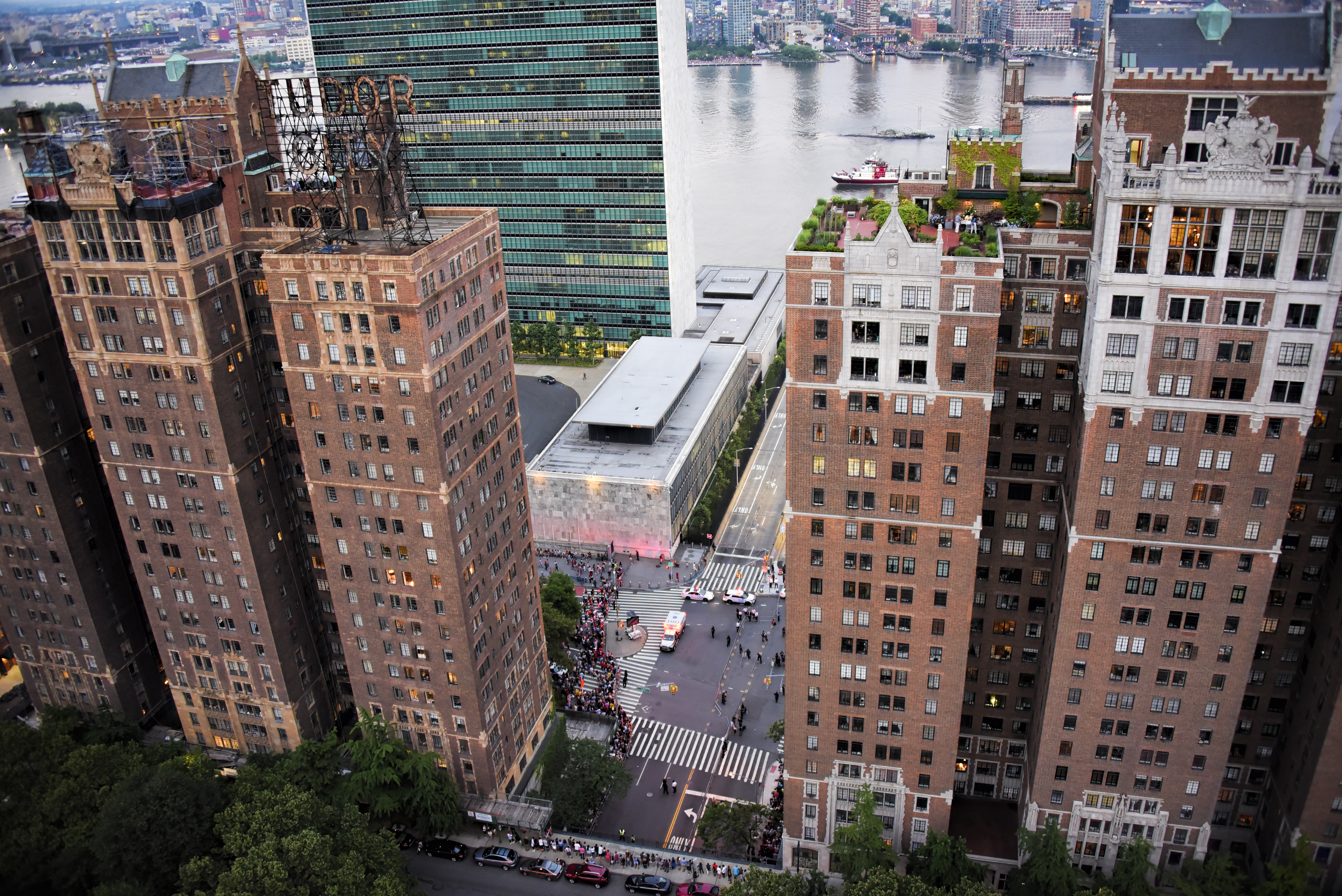
Prospect Tower und Tudor Tower am 4. Juli 2017

## Bauausführung
Der Name Tudor City leitet sich ab vom Haus Tudor, einer englischen Herrscherfamilie des 15. und 16. Jahrhunderts im Übergang von der Spätgotik zur Renaissance. In der Kunstgeschichte ist der Tudorstil mit einem ganz bestimmten Bogenmotiv verbunden. Alle Gebäude der Gruppe fallen durch die sorgfältige Steinbehandlung und die Betonung von schlichter Sauberkeit auf.
Die Gebäude der Tudor City sind nicht sehr hoch, das war nicht die Absicht und passte auch nicht zum englischen Vorbild. Das höchste Gebäude ist mit 114,3 Meter und 32 Etagen der Woodstock Tower. Die begehrten und teuersten obersten Etagen der Gebäude bieten die Möglichkeit, einen kleinen Dachgarten anzulegen.